# XVIe dynastie égyptienne

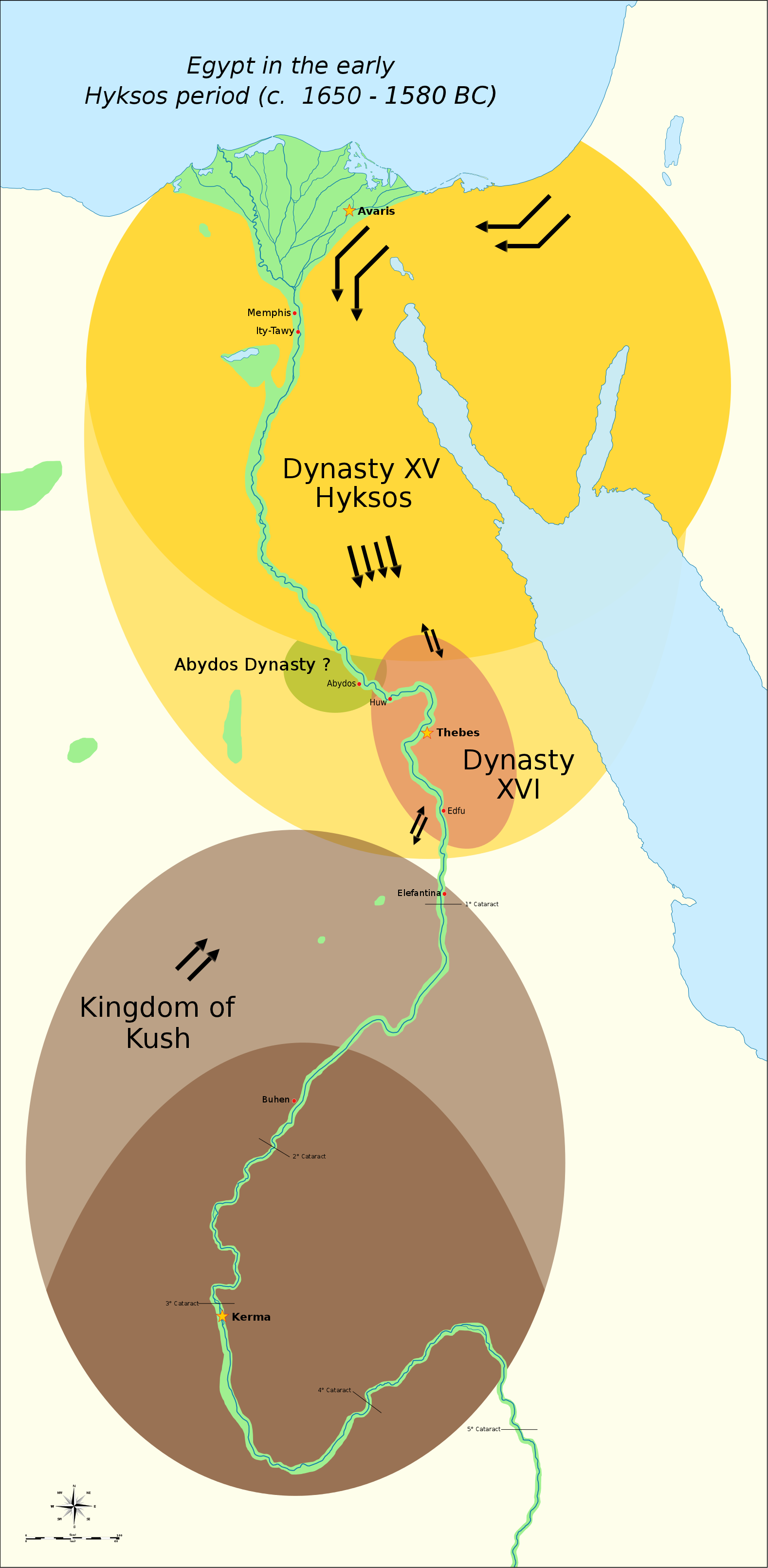
Situation géopolitique pendant la selon Kim Ryholt

La XVIe dynastie est une dynastie de l'Égypte pharaonique qui prend place pendant la Deuxième Période intermédiaire, période troublée durant laquelle l'Égypte est divisée. Les connaissances actuelles sur cette période confuse sont incertaines et sa compréhension a évolué au fil du temps : en conséquence, la XVIe dynastie a été définie de façon différente au cours des deux derniers siècles.

## Dynastie mal définie

### Vassaux des Hyksôs
La plus ancienne définition, illustrée ci-dessous par la liste élaborée par Jürgen von Beckerath (la liste des rois diffère d'un chercheur à l'autre), faisait correspondre les rois de la XVIe dynastie à des vassaux asiatiques du delta et égyptiens de Moyenne-Égypte pendant le règne des Hyksôs à Avaris. Wolfgang Helck, qui croit également que la XVIe dynastie était un état vassal des Hyksôs, a proposé une liste de rois légèrement différente. Plusieurs des souverains cités ici pour la XVIe dynastie dans l'hypothèse où ils étaient vassaux des Hyksôs sont placés dans la XIVe dynastie dans l'hypothèse où la XVIe dynastie était un royaume thébain indépendant. L'ordre chronologique est largement incertain.

### Dynastie thébaine

#### Définition de Kim Ryholt
Une autre définition, introduite par l'égyptologue danois Kim Ryholt dans son étude de 1997 sur la Deuxième Période intermédiaire, voit en la XVIe dynastie les rois thébains successeurs des rois de la XIIIe dynastie s'étant réfugiés à Thèbes à la suite de l'invasion de la Moyenne-Égypte par les rois Hyksôs d'Avaris. D'après la reconstruction du canon royal de Turin par Ryholt, quinze rois peuvent être associés à la dynastie, dont plusieurs sont attestés par des sources contemporaines. Bien qu'il s'agisse très probablement de souverains basés à Thèbes même, certains ont pu être des souverains locaux d'autres villes importantes de Haute-Égypte, notamment Abydos, El Kab et Edfou.

#### Définition de Julien Siesse
Julien Siesse, quant à lui, décrit également les rois de la XVIe dynastie comme des rois thébains, mais cela ne serait pas à la suite de l'invasion des Hyksôs en Moyenne-Égypte. En effet, des rois semblent toujours régner depuis Itchtaouy, la capitale des XIIe et XIIIe dynasties, pendant le règne des rois de la XVIe.
De plus, un conflit avec les Hyksôs n'est pas prouvé par la documentation contemporaine, les cités de Thèbes et d'Avaris semblent être d'étroits partenaires commerciaux. À l'inverse, des conflits récurrents avec les nubiens au Sud sont prouvés par la documentation contemporaine. Les premiers souverains de cette dynastie exposent leurs faits d'armes sur des stèles (une stèle de Sekhemrê-Sânhktaouy Neferhotep III et une autre de Sânkhenrê Montouhotepi), montrant ainsi le contexte guerrier de cette XVIe dynastie.
De plus, la ville de Thèbes, surnommée la Victorieuse, est personnifiée en déesse munie d'armes (massues, arcs et flèches). Ces stèles semblent indiquer un contrôle d'un territoire peu étendu.
Ces informations a poussé Julien Siesse à émettre l'hypothèse que les rois de la XVIe dynastie sont des roitelets thébains ayant émergé pour faire face aux nubiens. Du fait que des rois semblent toujours régner à Itchtaouy, il émet également deux hypothèses : soit ces rois seraient les ultimes représentants de la XIIIe dynastie, faisant ainsi des rois de la XVIe dynastie non pas les successeurs de cette dynastie mais les concurrents de la phase finale de cette dernière ; soit ces rois formeraient la XIVe dynastie, qui ne serait ni xoïte, comme on le pensait auparavant, ni Hyksôs, comme proposé par Kim Ryholt. Le territoire contrôlé par cette dynastie allait au minimum d'Edfou au sud à Coptos au nord, voire d'Éléphantine au sud à Abydos au nord.

## Souverains de laXVIedynastie
|                     |                                       |                                                       |  |  |  |  |  |  |  |  |  |  |  |  |  |  |  |  |  |
| Ânather             | Sekhemrê-Sementaouy Djehouty          | Sekhemrê-Sementaouy Djehouty                          |  |  |  |  |  |  |  |  |  |  |  |  |  |  |  |  |  |
| Âperânet            | Sekhemrê-Sousertaouy Sobekhotep VIII  | Sekhemrê-Sousertaouy Sobekhotep                       |  |  |  |  |  |  |  |  |  |  |  |  |  |  |  |  |  |
| Semeqen             | Sekhemrê-Sânhktaouy Neferhotep III    | Sekhemrê-Sânhktaouy Neferhotep III (ou Iykherneferet) |  |  |  |  |  |  |  |  |  |  |  |  |  |  |  |  |  |
| Sekerher            | Sânkhenrê Montouhotepi                | Sânkhenrê Montouhotepi                                |  |  |  |  |  |  |  |  |  |  |  |  |  |  |  |  |  |
| Maâibrê Sheshi      | Souadjenrê Nebiryraou Ier             | Souadjenrê Nebiryraou                                 |  |  |  |  |  |  |  |  |  |  |  |  |  |  |  |  |  |
| Merouserrâ Yâqebher | Nebiryraou II                         | Semenrê (= Montououser ?)                             |  |  |  |  |  |  |  |  |  |  |  |  |  |  |  |  |  |
| Nebououserrâ Yâamou | Semenrê                               | Souserenrê Bebiânkh                                   |  |  |  |  |  |  |  |  |  |  |  |  |  |  |  |  |  |
| Sekhâenrê Yakbim    | Souserenrê Bebiânkh                   | Souahenrê Senebmiou                                   |  |  |  |  |  |  |  |  |  |  |  |  |  |  |  |  |  |
| Khâouserrê Qareh    | Sekhemrê-Shedouaset                   | Soudjârê Montouhotep VI                               |  |  |  |  |  |  |  |  |  |  |  |  |  |  |  |  |  |
| Seneferânkhrâ Pépi  | Djedhoteprê Dedoumes (non classé)     | Sékhâenrê ...-es                                      |  |  |  |  |  |  |  |  |  |  |  |  |  |  |  |  |  |
| Semenrê Hepou       | Djedneferrê Dedoumes (non classé)     | Seheqaenrê Sânkhptahi                                 |  |  |  |  |  |  |  |  |  |  |  |  |  |  |  |  |  |
| Djedkarê Âanati     | Djedânkhrê Montouemsaf (non classé)   | Menkhâourê Senââib                                    |  |  |  |  |  |  |  |  |  |  |  |  |  |  |  |  |  |
| ...karê Bebenem     | Merânkhrê Montouhotep VI (non classé) | Sekhemrê-Khoutaouy Paentjeny                          |  |  |  |  |  |  |  |  |  |  |  |  |  |  |  |  |  |
| Nebmaâtrê           | Seneferibrê Senousert IV (non classé) | Sekhemrê-Neferkhâou Oupouaoutemsaf                    |  |  |  |  |  |  |  |  |  |  |  |  |  |  |  |  |  |
| Âahoteprê           |                                       | Sekhemrê-Ouahkhâou Râhotep                            |  |  |  |  |  |  |  |  |  |  |  |  |  |  |  |  |  |
| Âanetjerirê         |                                       | Sekhemrê-Ouadjkhâou Sobekemsaf Ier                    |  |  |  |  |  |  |  |  |  |  |  |  |  |  |  |  |  |
| Méribrê             |                                       | Ouseribrê Senebkay (ou XVIIe)                         |  |  |  |  |  |  |  |  |  |  |  |  |  |  |  |  |  |
| Nebouânkhrê         |                                       | Djedneferrê Dedoumes (ou XVIIe)                       |  |  |  |  |  |  |  |  |  |  |  |  |  |  |  |  |  |
| Nykarê II           |                                       | Djedânkhrê Montouemsaf (ou XVIIe)                     |  |  |  |  |  |  |  |  |  |  |  |  |  |  |  |  |  |
| ...karê             |                                       |                                                       |  |  |  |  |  |  |  |  |  |  |  |  |  |  |  |  |  |
| ...karê             |                                       |                                                       |  |  |  |  |  |  |  |  |  |  |  |  |  |  |  |  |  |
| ...karê             |                                       |                                                       |  |  |  |  |  |  |  |  |  |  |  |  |  |  |  |  |  |
| Sharek              |                                       |                                                       |  |  |  |  |  |  |  |  |  |  |  |  |  |  |  |  |  |
| Ouadjed             |                                       |                                                       |  |  |  |  |  |  |  |  |  |  |  |  |  |  |  |  |  |
| Qour                |                                       |                                                       |  |  |  |  |  |  |  |  |  |  |  |  |  |  |  |  |  |
| Shenes              |                                       |                                                       |  |  |  |  |  |  |  |  |  |  |  |  |  |  |  |  |  |
| Inek...             |                                       |                                                       |  |  |  |  |  |  |  |  |  |  |  |  |  |  |  |  |  |
| I...                |                                       |                                                       |  |  |  |  |  |  |  |  |  |  |  |  |  |  |  |  |  |
| Ip...               |                                       |                                                       |  |  |  |  |  |  |  |  |  |  |  |  |  |  |  |  |  |
| Hebi                |                                       |                                                       |  |  |  |  |  |  |  |  |  |  |  |  |  |  |  |  |  |
| Aped                |                                       |                                                       |  |  |  |  |  |  |  |  |  |  |  |  |  |  |  |  |  |
| Hepou               |                                       |                                                       |  |  |  |  |  |  |  |  |  |  |  |  |  |  |  |  |  |
| Shemsou...          |                                       |                                                       |  |  |  |  |  |  |  |  |  |  |  |  |  |  |  |  |  |
| Meni... Ourqa       |                                       |                                                       |  |  |  |  |  |  |  |  |  |  |  |  |  |  |  |  |  |

Les rois cités par von Beckerath sont pour la majorité attribués par Kim Ryholt à la XIVe dynastie, à l'exception de Nebmaâtrê qu'il attribue sans le classer à la XVIIe, de même Siesse propose de le placer au début de la XIIIe.